# Список номинантов и лауреатов премии «Золотая маска» 2001 года
«Золотая маска» — российская национальная театральная премия и фестиваль. «Золотая маска» была учреждена Союзом театральных деятелей России (СТД РФ) в 1993 году (в некоторых источниках назван 1994 год) по инициативе народного артиста СССР М. А. Ульянова (председатель СТД РФ в 1986—1996 годах) и при участии его заместителя В. Г. Урина и драматурга В. В. Павлова.

## О премии
Премия присуждается на конкурсной основе один раз в год по итогам прошедшего театрального сезона за творческие достижения в области театрального искусства, вручается спектаклям всех жанров театрального искусства: драма, опера, балет, оперетта и мюзикл, кукольный театр.
Для определения соискателей премии «Золотая маска» создаётся экспертный совет из числа ведущих театральных критиков, специалистов союза театральных деятелей и его региональных организаций. Состав экспертного совета и его председатель утверждаются секретариатом СТД РФ. Для определения победителей — лауреатов из состава номинантов (тайным голосованием по результатам фестиваля) создаётся два профессиональных жюри — одно для спектаклей театра драмы и театров кукол и второе для спектаклей оперы, оперетты / мюзикла и балета. В состав жюри не могут входить создатели и исполнители спектаклей, участвующих в фестивале, а также члены экспертного совета.

## Лауреаты и события фестиваля «Золотая маска» 2001 года
Седьмой фестиваль прошёл в Москве с 23 марта по 8 апреля. Количество спектаклей, представленных на конкурс приблизилось к сорока.
В 2001 году конкурс спектаклей драмы был раздёлён на две части. Появились номинации «Лучший спектакль малой формы» и «Лучший спектакль большой формы». Право определения, к какой из форм — большой или малой — отнести спектакль в конкурсе спектаклей драматического театра, принадлежит экспертному совету. При этом экспертный совет учитывает, что спектаклями малой формы считаются постановки, зрительская аудитория которых составляет не более двухсот человек. Данная классификация появилась в «Положении о премии» в конце 2000 года.

### Номинанты премии «Золотая маска» 2001 года
В состав экспертного совета драматического театра и театра кукол вошли: Александр Волков (зам. начальника Департамента искусств и народного творчества Мин. культуры РФ), Ольга Галахова (театральный критик), Екатерина Дмитриевская (театральный критик), Роман Должанский (театральный критик), Марина Зайонц (театральный критик), Анна Иванова (декан факультета театра кукол Санкт-Петербургской государственной академии театрального искусства), Римма Кречетова (театральный критик), Анаит Оганесян (член Комиссии СТД РФ по сценографии), Валерий Семеновский (театральный критик).
В состав экспертного совета музыкального театра вошли: Марина Багдасарян (театральный критик), Ольга Гердт (балетный критик), Анна Гордеева (балетный критик), Лейла Гучмазова (балетный критик), Пётр Поспелов (музыкальный критик), Нора Потапова (музыкальный критик), Елена Третьякова (оперный критик).
Таблица номинантов составлена на основании официального опубликованного списка, с группировкой по спектаклям.
Легенда:
  — Спектакль номинирован в номинации «Лучший спектакль»

«–» — Этот аспект спектакля не номинирован
| Конкурс спектаклей драматического театра (спектакль большой формы)               | Конкурс спектаклей драматического театра (спектакль большой формы) | Конкурс спектаклей драматического театра (спектакль большой формы) | Конкурс спектаклей драматического театра (спектакль большой формы) | Конкурс спектаклей драматического театра (спектакль большой формы)               | Конкурс спектаклей драматического театра (спектакль большой формы) |
| -------------------------------------------------------------------------------- | ------------------------------------------------------------------ | ------------------------------------------------------------------ | ------------------------------------------------------------------ | -------------------------------------------------------------------------------- | ------------------------------------------------------------------ |
|                                                                                  |                                                                    |                                                                    |                                                                    |                                                                                  |                                                                    |
| Спектакль/номинации                                                              | лучший спектакль                                                   | лучшая работа режиссёра                                            | лучшая женская роль                                                | лучшая мужская роль                                                              | лучшая работа художника                                            |
|                                                                                  |                                                                    |                                                                    |                                                                    |                                                                                  |                                                                    |
| «Ангел приходит в Вавилон» Театр драмы, Томск                                    | зелёная ✓                                                          | –                                                                  | –                                                                  | –                                                                                | Елена Степанова                                                    |
| «Город миллионеров» Театр «Ленком», Москва                                       | зелёная ✓                                                          | –                                                                  | –                                                                  | –                                                                                | Олег Шейнцис                                                       |
| «Контрабас» Театр «Сатирикон», Москва                                            | зелёная ✓                                                          | –                                                                  | –                                                                  | Константин Райкин (Контрабасист)                                                 | –                                                                  |
| «Молли Суини» Малый драматический театр — Театр Европы, Санкт-Петербург          | зелёная ✓                                                          | Лев Додин                                                          | Татьяна Шестакова (Молли)                                          | Сергей Курышев (Фрэнк)                                                           | Давид Боровский                                                    |
| «Потерянные в звёздах» Театр на Литейном, Санкт-Петербург                        | зелёная ✓                                                          | Григорий Дитятковский                                              | –                                                                  | Сергей Дрейден (Шмуэль) • Вячеслав Захаров (Иоханаан)                            | –                                                                  |
| «Три сестры» Театр «Красный факел», Новосибирск                                  | зелёная ✓                                                          | Олег Рыбкин                                                        | Лидия Байрашевская (Маша)                                          | Владимир Лемешонок (Кулыгин)                                                     | –                                                                  |
|                                                                                  |                                                                    |                                                                    |                                                                    |                                                                                  |                                                                    |
| Конкурс спектаклей драматического театра (спектакль малой формы)                 |                                                                    |                                                                    |                                                                    |                                                                                  |                                                                    |
|                                                                                  |                                                                    |                                                                    |                                                                    |                                                                                  |                                                                    |
| «Дядюшкин сон» Камерный театр, Воронеж                                           | зелёная ✓                                                          | Михаил Бычков                                                      | Татьяна Кутихина (Москалёва)                                       | Анатолий Абдулаев (Князь)                                                        | Юрий Гальперин                                                     |
| «Леший» Театр юных зрителей имени А. А. Брянцева, Санкт-Петербург                | зелёная ✓                                                          | –                                                                  | Ольга Карленко (Соня) • Мария Солопченко (Елена Андреевна)         | –                                                                                | –                                                                  |
| «На дне» Театр под руководством Олега Табакова, Москва                           | зелёная ✓                                                          | Адольф Шапиро                                                      | –                                                                  | Андрей Смоляков (Актёр) • Александр Филиппенко (Сатин) • Михаил Хомяков (Бубнов) | –                                                                  |
| «Одна абсолютно счастливая деревня» Театр «Мастерская Петра Фоменко», Москва     | зелёная ✓                                                          | Пётр Фоменко                                                       | Полина Агуреева (Полина)                                           | Сергей Тарамаев (Михеев)                                                         | –                                                                  |
| «Чёрный монах» Театр юного зрителя, Москва                                       | зелёная ✓                                                          | Кама Гинкас                                                        | –                                                                  | Сергей Маковецкий (Коврин)                                                       | Сергей Бархин                                                      |
| «Школа для дураков» Театр «Балтийский дом» и «Формальный театр», Санкт-Петербург | зелёная ✓                                                          | Андрей Могучий                                                     | –                                                                  | –                                                                                | –                                                                  |

| Конкурс спектаклей театров оперы                            | Конкурс спектаклей театров оперы | Конкурс спектаклей театров оперы | Конкурс спектаклей театров оперы    | Конкурс спектаклей театров оперы | Конкурс спектаклей театров оперы | Конкурс спектаклей театров оперы |
| ----------------------------------------------------------- | -------------------------------- | -------------------------------- | ----------------------------------- | -------------------------------- | -------------------------------- | -------------------------------- |
|                                                             |                                  |                                  |                                     |                                  |                                  |                                  |
| Спектакль/номинации                                         | лучший спектакль                 | лучшая работа режиссёра          | лучшая женская роль                 | лучшая мужская роль              | лучшая работа художника          | лучшая работа дирижёра           |
|                                                             |                                  |                                  |                                     |                                  |                                  |                                  |
| «Дон Жуан» Мариинский театр, Санкт-Петербург                | зелёная ✓                        | –                                | Ирина Джиоева (Донна Анна)          | Евгений Никитин (Дон Жуан)       | Ралф Колтай                      | Валерий Гергиев                  |
| «Евгений Онегин» Театр оперы и балета, Саратов              | зелёная ✓                        | Дмитрий Белов                    | –                                   | –                                | –                                | Юрий Кочнев                      |
| «Золото Рейна» Мариинский театр, Санкт-Петербург            | зелёная ✓                        | Йоханнес Шааф                    | –                                   | Виктор Черноморцев (Альберих)    | Готфрид Пильц                    | Валерий Гергиев                  |
| «Леди Макбет Мценского уезда» Театр «Геликон-опера», Москва | зелёная ✓                        | Дмитрий Бертман                  | Анна Казакова (Екатерина Измайлова) | –                                | –                                | Владимир Понькин                 |
| «Пиковая дама» Театр «Санкт-Петербург Опера»                | зелёная ✓                        | Юрий Александров                 | Елена Еремеева (Графиня)            | Виктор Алешков (Герман)          | Зиновий Марголин                 | –                                |

| Конкурс спектаклей оперетты / мюзикла                 | Конкурс спектаклей оперетты / мюзикла | Конкурс спектаклей оперетты / мюзикла | Конкурс спектаклей оперетты / мюзикла | Конкурс спектаклей оперетты / мюзикла |
| ----------------------------------------------------- | ------------------------------------- | ------------------------------------- | ------------------------------------- | ------------------------------------- |
|                                                       |                                       |                                       |                                       |                                       |
| Спектакль/номинации                                   | лучший спектакль                      | лучшая работа режиссёра               | лучшая работа художника               | лучшая работа дирижёра                |
|                                                       |                                       |                                       |                                       |                                       |
| «И вновь цветет акация…» Музыкальный театр, Краснодар | зелёная ✓                             | Борис Цейтлин                         | Владимир Арефьев                      | Георгий Аверин                        |
| «Метро» Театр «Московская оперетта», Москва           | зелёная ✓                             | Януш Юзефович                         | –                                     | Януш Стоклоса                         |

| Конкурс спектаклей театра балета                                           | Конкурс спектаклей театра балета | Конкурс спектаклей театра балета                       | Конкурс спектаклей театра балета | Конкурс спектаклей театра балета  | Конкурс спектаклей театра балета       |
| -------------------------------------------------------------------------- | -------------------------------- | ------------------------------------------------------ | -------------------------------- | --------------------------------- | -------------------------------------- |
|                                                                            |                                  |                                                        |                                  |                                   |                                        |
| Спектакль/номинации                                                        | лучший спектакль                 | лучшая женская роль                                    | лучшая мужская роль              | лучшая работа художника           | лучшая работа балетмейстера/хореографа |
|                                                                            |                                  |                                                        |                                  |                                   |                                        |
| «Драгоценности» Мариинский театр, Санкт-Петербург                          | зелёная ✓                        | Диана Вишнёва (Рубины) • Ульяна Лопаткина (Бриллианты) | Вячеслав Самодуров (Рубины)      | –                                 | –                                      |
| «Послеполуденный отдых Фавна» Большой театр, Москва                        | зелёная ✓                        | –                                                      | Дмитрий Белоголовцев (Фавн)      | –                                 | –                                      |
| «Фауст» Театр оперы и балета имени Мусоргского, Санкт-Петербург            | зелёная ✓                        | –                                                      | –                                | –                                 | Николай Боярчиков                      |
|                                                                            |                                  |                                                        |                                  |                                   |                                        |
| Конкурс спектаклей балета (современный танец)                              |                                  |                                                        |                                  |                                   |                                        |
|                                                                            |                                  |                                                        |                                  |                                   |                                        |
| «Высокорослые томаты» Группа «Киплинг», Екатеринбург                       | зелёная ✓                        | –                                                      | –                                | –                                 | –                                      |
| «Зарисовки с натуры» Театр современного танца, Челябинск                   | зелёная ✓                        | –                                                      | –                                | –                                 | –                                      |
| «Кленовый сад» Театр «Провинциальные танцы», Екатеринбург                  | зелёная ✓                        | –                                                      | –                                | Ольга Паутова и Виктория Мозговая | Татьяна Баганова                       |
| «Не там» Театр «Кинетик», Москва                                           | зелёная ✓                        | –                                                      | –                                | –                                 | –                                      |
| «Прекрасные Дамы маркизов и русских князей» Балет Евгения Панфилова, Пермь | зелёная ✓                        | –                                                      | –                                | –                                 | Евгений Панфилов                       |
| «Свадебка» Школа современного танца Николая Огрызкова, Москва              | зелёная ✓                        | –                                                      | –                                | –                                 | –                                      |
| «Сон о проросшем рисе» Театр «Дорога из города», Казань                    | зелёная ✓                        | –                                                      | –                                | –                                 | –                                      |
| «Счастье» Театр «Игуан», Санкт-Петербург                                   | зелёная ✓                        | –                                                      | –                                | –                                 | –                                      |

| Конкурс спектаклей театра кукол                                                              | Конкурс спектаклей театра кукол | Конкурс спектаклей театра кукол |
| -------------------------------------------------------------------------------------------- | ------------------------------- | ------------------------------- |
|                                                                                              |                                 |                                 |
| Спектакль/номинации                                                                          | лучший спектакль                | лучшая актёрская работа         |
|                                                                                              |                                 |                                 |
| «Иван-царевич и Серый волк» Театр кукол, Псков                                               | зелёная ✓                       | Евгений Бондаренко              |
| «Потудань» Театр юных зрителей имени А. А. Брянцева и Мастерская Г. Козлова, Санкт-Петербург | зелёная ✓                       | –                               |
| «Гамлет» Театр «Тень», Москва                                                                | зелёная ✓                       | –                               |

| «Новация»                                               | «Новация»        | «Новация»               |
| ------------------------------------------------------- | ---------------- | ----------------------- |
|                                                         |                  |                         |
| Спектакль/номинации                                     | лучший спектакль | лучшая работа художника |
|                                                         |                  |                         |
| «Imitator Dei» Театр «черноенебобелое», Москва          | зелёная ✓        | –                       |
| «Suicide In Progress» «Дерево», Санкт-Петербург-Дрезден | зелёная ✓        | –                       |
| «Арвайден» Театр «Арвайден», Владикавказ                | зелёная ✓        | Виола Ходова            |
| «Бабы. Год 1945» Балет Толстых Евгения Панфилова, Пермь | зелёная ✓        | –                       |

### Лауреаты премии «Золотая маска» 2001 года
Председателем жюри драматического театра и театров кукол стал актёр и режиссёр Александр Калягин. В состав жюри вошли: Елена Алексеева (театральный критик), Светлана Врагова (режиссёр), Лев Гительман (театровед), Елена Дунаева (профессор), Виктор Егорычев (зам. министра культуры РФ), Алексей Левинский (режиссёр), Анна Некрылова (театральный критик), Владимир Оренов (театральный критик), Виктор Платонов (художник), Наталья Старосельская (театральный критик), Наталья Тенякова (актриса), Альберт Филозов (актёр), Джон Фридман (театральный критик), Юрий Хариков (художник).
Председателем жюри музыкальных театров выступил театральный критик Алексей Парин. В состав жюри вошли: Геннадий Абрамов (режиссёр, хореограф), Станислав Бенедиктов (художник), Евгений Бражник (дирижёр), Святослав Бэлза (музыковед), Юрий Веденеев (певец), Вадим Гаевский (театральный критик, балетовед), Никита Долгушин (балетмейстер), Наталья Касаткина (балетмейстер), Маквала Касрашвили (певица), Кирилл Стрежнёв (режиссёр), Елизавета Суриц (театральный критик, балетовед), Марина Чистякова (музыкальный критик).
Церемония награждения лауреатов «Золотой маски» прошла в Театре имени Моссовета 9 апреля. На церемонии выступил Владимир Жириновский, исполнивший арию мистера Икса («Да, я шут, я циркач…»). В остальном церемония награждения прошла без сенсаций. 
Театральный критик Татьяна Кузнецова засвидетельствовала всеобщее непонимание результатов премии. Так, в конкурс спектаклей театров оперы только одну награду получил петербургский театр, а во всех остальных номинациях победила московская «Геликон-опера». В той же номинации впервые за четыре года не получил награду дирижёр Валерий Гергиев. В конкурсе спектаклей драматического театра оказались без «Маски» режиссёрская работа Камы Гинкаса «Чёрный монах», а также Лев Додин, названный критиком «живым классиком». Роман Должанский похвалил организацию фестиваля и церемонию вручения. Заявив, что за годы, прошедшие с момента учреждения «Золотой маски», фестиваль стал публике важнее, нежели вручение непосредственно премий, тем не менее также выразил удивление по поводу столь малого количества наград у явных фаворитов.
Таблица лауреатов составлена на основании положения о премии (от октября 2000 года) и официального опубликованного списка лауреатов.
Легенда:
     — Лауреаты премий в основных номинациях
     — Лауреаты премий в частных номинациях
 — Премия не присуждалась
| Конкурс                                                          | Номинация                                                   | Победитель                                 | Произведение (роль)                                  | Театр (учреждение)                                                                     |
| ---------------------------------------------------------------- | ----------------------------------------------------------- | ------------------------------------------ | ---------------------------------------------------- | -------------------------------------------------------------------------------------- |
|                                                                  |                                                             |                                            |                                                      |                                                                                        |
| Конкурс спектаклей драматического театра                         | Лучший спектакль большой формы                              | «Потерянные в звездах»                     | «Потерянные в звездах»                               | Театр на Литейном, Санкт-Петербург                                                     |
| Конкурс спектаклей драматического театра                         | Лучший спектакль малой формы                                | «Одна абсолютно счастливая деревня»        | «Одна абсолютно счастливая деревня»                  | «Мастерская Петра Фоменко», Москва                                                     |
| Конкурс спектаклей драматического театра                         | Лучшая работа режиссёра                                     | Григорий Дитятковский                      | «Потерянные в звездах»                               | Театр на Литейном, Санкт-Петербург                                                     |
| Конкурс спектаклей драматического театра                         | Лучшая работа художника                                     | Сергей Бархин                              | «Чёрный монах»                                       | Московский театр юного зрителя, Москва                                                 |
| Конкурс спектаклей драматического театра                         | Лучшая женская роль                                         | Татьяна Кутихина                           | «Дядюшкин сон» (Москалева)                           | Камерный театр, Воронеж                                                                |
| Конкурс спектаклей драматического театра                         | Лучшая мужская роль                                         | Константин Райкин                          | «Контрабас» (Контрабасист)                           | «Сатирикон», Москва                                                                    |
|                                                                  |                                                             |                                            |                                                      |                                                                                        |
| Конкурс спектаклей театров оперы                                 | Лучший спектакль                                            | «Леди Макбет Мценского уезда»              | «Леди Макбет Мценского уезда»                        | «Геликон-опера», Москва                                                                |
| Конкурс спектаклей театров оперы                                 | Лучшая работа режиссёра                                     | Дмитрий Бертман                            | «Леди Макбет Мценского уезда»                        | «Геликон-опера», Москва                                                                |
| Конкурс спектаклей театров оперы                                 | Лучшая работа дирижёра                                      | Владимир Понькин                           | «Леди Макбет Мценского уезда»                        | «Геликон-опера», Москва                                                                |
| Конкурс спектаклей театров оперы                                 | Лучшая женская роль                                         | Анна Казакова                              | «Леди Макбет Мценского уезда», (Екатерина Измайлова) | «Геликон-опера», Москва                                                                |
| Конкурс спектаклей театров оперы                                 | Лучшая мужская роль                                         | Виктор Черноморцев                         | «Золото Рейна» (Альберих)                            | Мариинский театр, Санкт-Петербург                                                      |
|                                                                  |                                                             |                                            |                                                      |                                                                                        |
| Конкурс спектаклей оперетты / мюзикла                            | Лучший спектакль                                            | «Метро»                                    | «Метро»                                              | Московская оперетта, Москва                                                            |
| Конкурс спектаклей оперетты / мюзикла                            | Лучшая работа режиссёра                                     | Януш Юзефович                              | «Метро»                                              | Московская оперетта, Москва                                                            |
| Конкурс спектаклей оперетты / мюзикла                            | Лучшая работа дирижёра                                      | Георгий Аверин                             | «И вновь цветет акация…»                             | Музыкальный театр, Краснодар                                                           |
| Конкурс спектаклей оперетты / мюзикла                            | Лучшая женская роль                                         | N [ 15 ]                                   | N [ 15 ]                                             | N [ 15 ]                                                                               |
| Конкурс спектаклей оперетты / мюзикла                            | Лучшая мужская роль                                         | N [ 15 ]                                   | N [ 15 ]                                             | N [ 15 ]                                                                               |
|                                                                  |                                                             |                                            |                                                      |                                                                                        |
| Конкурс спектаклей балета                                        | Лучший спектакль балета                                     | «Драгоценности»                            | «Драгоценности»                                      | Мариинский театр, Санкт-Петербург                                                      |
| Конкурс спектаклей балета                                        | Лучший спектакль современного танца                         | «Зарисовки с натуры»                       | «Зарисовки с натуры»                                 | Театр современного танца, Челябинск                                                    |
| Конкурс спектаклей балета                                        | Лучшая работа постановщика (балетмейстера/хореографа)       | Татьяна Баганова                           | «Кленовый сад»                                       | «Провинциальные танцы», Екатеринбург                                                   |
| Конкурс спектаклей балета                                        | Лучшая женская роль                                         | Диана Вишнёва                              | «Драгоценности» (Рубины)                             | Мариинский театр, Санкт-Петербург                                                      |
| Конкурс спектаклей балета                                        | Лучшая мужская роль                                         | N [ 14 ]                                   | N [ 14 ]                                             | N [ 14 ]                                                                               |
|                                                                  |                                                             |                                            |                                                      |                                                                                        |
| Конкурс спектаклей театров кукол                                 | Лучший спектакль                                            | «Гамлет»                                   | «Гамлет»                                             | «Тень», Москва                                                                         |
| Конкурс спектаклей театров кукол                                 | Лучшая работа режиссёра                                     | N [ 15 ]                                   | N [ 15 ]                                             | N [ 15 ]                                                                               |
| Конкурс спектаклей театров кукол                                 | Лучшая работа художника                                     | N [ 15 ]                                   | N [ 15 ]                                             | N [ 15 ]                                                                               |
| Конкурс спектаклей театров кукол                                 | Лучшая работа актёра                                        | N [ 14 ]                                   | N [ 14 ]                                             | N [ 14 ]                                                                               |
|                                                                  |                                                             |                                            |                                                      |                                                                                        |
| Из номинантов на звание «Лучший спектакль» — музыкальных театров | Лучшая работа художника в музыкальном театре                | Ольга Паутова, Виктория Мозговая           | «Кленовый сад»                                       | «Провинциальные танцы», Екатеринбург                                                   |
|                                                                  |                                                             |                                            |                                                      |                                                                                        |
| Новация                                                          | Лучший спектакль                                            | «Бабы. Год 1945»                           | «Бабы. Год 1945»                                     | «Балет Толстых Евгения Панфилова», Пермь                                               |
|                                                                  |                                                             |                                            |                                                      |                                                                                        |
| Специальные премии                                               |                                                             |                                            |                                                      |                                                                                        |
|                                                                  |                                                             |                                            |                                                      |                                                                                        |
| Специальные премии жюри                                          | Специальный приз жюри драматического театра и театров кукол | Давид Боровский                            | «Молли Суини»                                        | Малый драматический театр — театр Европы, Санкт-Петербург                              |
| Специальные премии жюри                                          | Специальный приз жюри драматического театра и театров кукол | Дуэт Армена Джигарханяна и Инны Чуриковой  | «Город миллионеров»                                  | «Ленком», Москва                                                                       |
| Специальные премии жюри                                          | Специальный приз жюри музыкальных театров                   | Виола Ходова                               | за костюмы к спектаклю «Арвайден»                    | «Арвайден», Владикавказ                                                                |
| Специальные премии жюри                                          | Специальный приз жюри музыкальных театров                   | Оркестр Мариинского театра                 |                                                      |                                                                                        |
| Специальные премии жюри                                          | За лучший зарубежный спектакль, показанный в России         | «Полуночники»                              | «Полуночники»                                        | Национальный хореографический центр Орлеана под руководством Жозефа Наджа, Франция     |
| Специальные премии жюри                                          | Приз критики                                                | «Школа для дураков»                        | «Школа для дураков»                                  | «Балтийский дом» и Формальный театр, Санкт-Петербург                                   |
|                                                                  |                                                             |                                            |                                                      |                                                                                        |
| За честь и достоинство                                           | Алиса Фрейндлих • Марсель Салимжанов                        | За поддержку театрального искусства России | За поддержку театрального искусства России           | Николай Гришко, президент фирмы «Гришко» • Борис Говорин, губернатор Иркутской области |